# Edward Straker
Il comandante Edward "Ed" Straker è un personaggio immaginario, protagonista 
della serie TV britannica di fantascienza UFO e di cinque film tratti dalla medesima serie, dove viene sempre interpretato da Ed Bishop.
È un ex colonnello, pilota e astronauta dell'aeronautica militare americana, originario di Boston, comandante in capo della SHADO (Supreme Headquarters Alien Defence Organisation, Comando supremo dell'organizzazione di difesa contro gli extraterrestri), resasi necessaria a seguito di una serie di attacchi UFO nel 1970, ed è quindi possibile che abbia partecipato al Progetto Blue Book.
È un uomo carismatico, logico, razionale e sempre lucido nel prevenire e calcolare le mosse degli avversari.

## Storia

### Vita privata
Non si sa nulla della gioventù di Straker, ma si sa che è nato a Boston, era un pilota e un colonnello dell'United States Air Force e divenne amico del pilota militare Alec E. Freeman. Successivamente incontrò il generale James L. Henderson, che lo introdusse nei primi anni 70 in un progetto per combattere gli UFO ostili in arrivo sulla Terra. Circa dieci anni dopo, la SHADO divenne pienamente operativa, con Straker come comandante in capo che lavora sotto la copertura di un importante produttore cinematografico, direttore degli Harlington-Straker Film Studios, nei cui sotterranei si trova la centrale operativa della SHADO.
Sposato con Mary Nightingale nel 1970, divorzia a causa del sospetto di tradimento che la moglie presume dopo avere visto alcune foto che ritraggono il marito in compagnia di alcune ragazze che in realtà sono solo candidate ad entrare nella SHADO, ed il divorzio avviene subito dopo la nascita del figlio John. Impossibilitato a spiegare a Mary i motivi che l'hanno portato a trascurarla Straker accetterà i termini del divorzio e l'affidamento del figlio alla ex moglie che, ritenendo questo atteggiamento freddezza nei suoi confronti ed in quelli del figlio, gli darà il cognome Rutland, quello del patrigno.
La vicenda tra i due ex coniugi precipiterà definitivamente quando, durante una visita a casa di Mary, Straker si allontana frettolosamente e John cercando di raggiungerlo viene investito da un'automobile. Straker si attiva immediatamente per procurare i farmaci indispensabili alla sua sopravvivenza facendoli caricare a bordo di un aereo SHADO in partenza dagli Stati Uniti, ma quando il colonnello Alec E. Freeman, il suo vice, è costretto a dirottare l'aereo a causa di un'attività UFO, Straker dà la priorità alla salvezza del mondo non confidando cosa c'è a bordo dell'aereo. I farmaci arriveranno troppo tardi per salvare il figlio la cui morte farà terminare in modo definitivo il rapporto tra lui e Mary, che lo ritiene responsabile per la morte di John.
Straker non ha una vita sentimentale e sociale ed ha sacrificato tutta la sua vita al progetto; non beve alcolici, ma fuma ogni tanto i sigari che il colonnello Freeman gli offre. Soffre di claustrofobia, ma di questo sono a conoscenza solo il medico della SHADO Doug Jackson ed Alec E. Freeman.

### Collaboratori nella SHADO
Straker, pur detenendo nella sostanza il ruolo di capo della SHADO, è comunque sottoposto al generale James Henderson, diretto responsabile del progetto e unico tramite con i militari. I suoi più stretti collaboratori sono il colonnello Alec E. Freeman, il colonnello Paul Foster ed il colonnello Virginia Lake, unica presenza femminile tra gli alti gradi.

## Serie televisiva
- UFO - serie TV, 26 episodi (1969-1970)

## Film
- UFO Allarme rosso... attacco alla Terra! (1973)
- UFO distruggete Base Luna (1973)
- UFO Prendeteli vivi (1974)
- UFO Contatto Radar… stanno atterrando…! (1974)
- UFO Annientate SHADO… Uccidete Straker… Stop (1974)